# 港灣鼠海豚
港湾鼠海豚（學名：Phocoena phocoena）也通称为鼠海豚，又称真鼠海豚或胖猪海豚，是一种產自北半球冷温带到副极地海域的小型齒鯨，鼠海豚科下鼠海豚属的模式種，常在大陸架附近的淺水海灣出沒，主食為魚類和頭足類。

## 亚种分化
由于港湾鼠海豚分布广泛，因此各地有不同的变异，如：西大西洋的种群比东大西洋的体型大；黑海的种群比波罗的海的体型小，且背鳍前有较显著的隆起，从生理上它们更适合较低的盐度；波罗的海的种群比北海的体色深，并有一层特殊的脂肪。产生这些变异的原因在于，不同区域的港湾鼠海豚之间很少进行交配。
学界已提出了港湾鼠海豚的以下五个亞種，但只有前三个亚种已得到海洋哺乳动物学会分类委员会的正式确认：
- 大西洋亚种（指名亚种）P. p. phocoena (Linnaeus, 1758)
- 东太平洋亚种 P. p. vomerina (Gill, 1865)
- 黑海亚种 P. p. relicta Abel, 1905
- 西太平洋亚种（未命名）
- 非洲-伊比利亚亚种（未命名）

在每个亚种内还可以分为更小的区域性的族群，仅在欧洲海岸就有约十多个互不交配的族群，如波罗的海的族群似乎与北海北部的族群交配较多，但因迁徙途径不同而与北海南部的族群极少交配。

## 形态特征

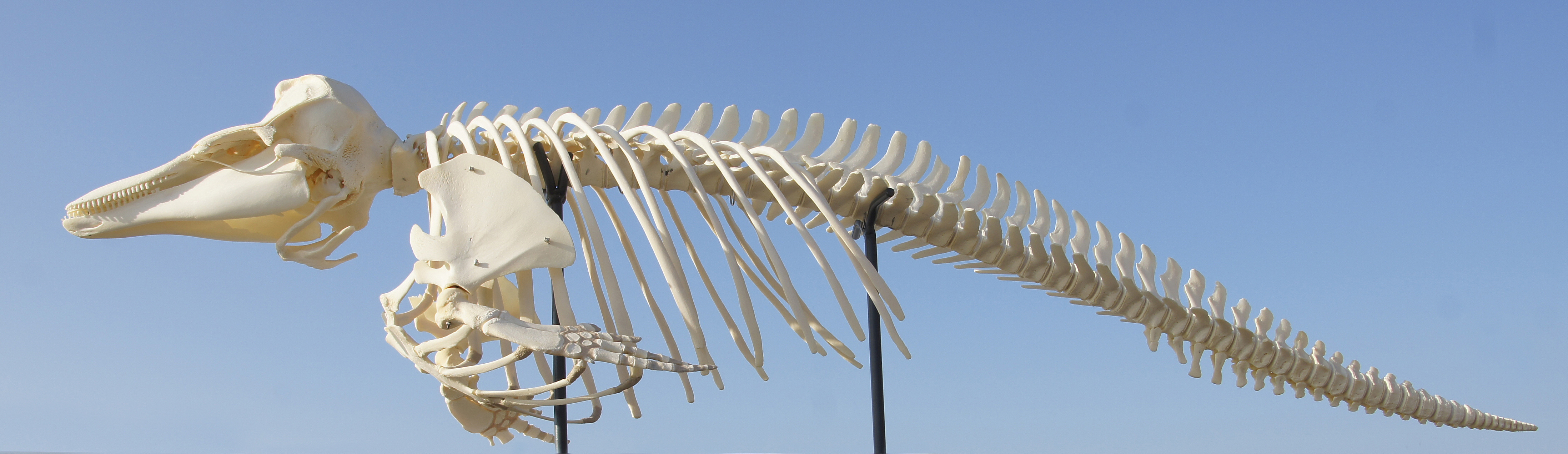
港灣鼠海豚骨架標本，藏于荷兰德科赫 Ecomare 博物館

港湾鼠海豚是一种小型齿鲸，体长可达1.85米，极少数可达2米以上。不同地区的港湾鼠海豚的体长也有差别，比如在波罗的海雄性港湾鼠海豚仅达1.4米，而雌性港湾鼠海豚也只不过到1.52米。港湾鼠海豚的体重一般在50–60千克之间，最高达90千克。雌兽比雄兽重和大。与大多数鲸一样港湾鼠海豚的性别差异可以通过肛门和生殖器缝的位置来辨别出来。雄兽的肛门与生殖器缝明显分开，生殖器缝位于肛门前。
与其它齿鲸的头颅相比港湾鼠海豚的嘴的长度比较海豚短，而且由于嘴上的脂肪层这个突出完全看不出来。身体粗壮，背鳍呈三角形。背部黑色，从背鳍开始有一块灰色的部分，腹部白色。从嘴边到胸鳍的根部有一条黑道。
背鳍、胸鳍和尾鳍以及尾鳍的根部也是黑色的。幼兽的腹部部分也是黑色的。这种现象被称为幼年黑化。港湾鼠海豚很少有患白化症的。背鳍的后部没有凹的部分，而是垂直向下。其根部的宽度约为高度的两倍。胸鳍比较短，端部尖。尾鳍约60厘米宽。
上颚每边有22–28颗很短的牙齿，下颚的牙齿数为21–25颗。牙齿呈片状或铲状，后部牙齿的咀嚼面有3个丘状突起。

## 生活习性
港湾鼠海豚主要栖息在平静的近岸浅海，春季常出没于海岸附近，秋季常出没于在离海岸较远处。一般单独或成对行动，最多由七头个体组成小群，在繁殖期和觅食时段偶尔会形成上百头的大群。但这样的群极少见，而且只是短期的。
港湾鼠海豚几乎完全以鱼为食，此外还吃蠕虫、软体动物、甲壳动物和乌贼。不同地区的港湾鼠海豚的食谱也不同。比如在北海的港湾鼠海豚的食物中比目鱼占很大的成分，而在波罗的海中虾虎鱼则占很大的成分。在北海和波罗的海鳕鱼均占很大的成分。由于港湾鼠海豚无法咽下比较大的鱼，因此它们吃的鱼一般都小于25厘米。港湾鼠海豚主要在海底翻腾寻找食物。每头动物每天约需要4.5千克鱼。
港湾鼠海豚是否占据地盘并抵抗进入这个地盘的入侵者、是否有等级制度等都还不明。不过人们观察到过港湾鼠海豚的威胁行为。一头港湾鼠海豚会首先将头转向它要威胁的另一头港湾鼠海豚，然后发出喀喀声，再其后会点头和拍打尾鳍。

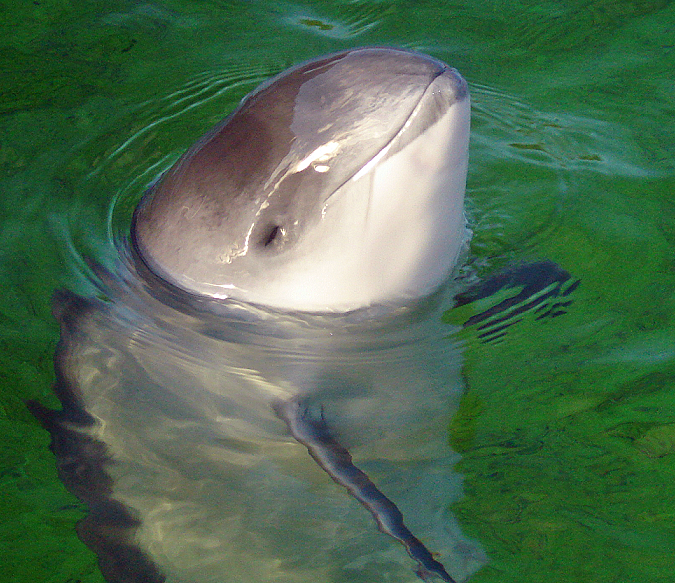
港灣鼠海豚頭部特寫

港湾鼠海豚的最高速度为每小时22千米，它们很少跳出水面，潜水的最高深度为约90米，它们可以在水下待约六分钟。在大多数情况下它们在水面下很近的地方以约每小时7000米的速度游动，每分钟约透两至四趟气。透气时它们将身体躬成半圆形，透气后立刻下沉。1853年赫尔曼·布尔麦斯特是如此描写这个过程的：
“港湾鼠海豚的头顶首先露出水面，呼吸剧烈，然后它向下弯，向下转，这样其弯曲的颈、背以及背上高立的背鳍和尾部的根部相继露出水面。但是其宽的尾鳍和胸鳍均不露出水面。”
向前的推动力几乎完全是由上下拍打的尾鳍提供的。胸鳍主要被用来稳定在水中的位置和方向。港湾鼠海豚光滑的皮肤以及其流线型的身躯对其速度是最重要的。港湾鼠海豚没有长久的休息期，他们会在一个小时内多次短暂地（4–6秒钟长）在水面上停住。在这段时间里它们会缓慢下沉，然后恢复其自然的运动。
港湾鼠海豚会发出许多非常不同的声音。它们之间的交换使用的是喀喀声，这些声音由高频（110–150千赫）和低频（约2千赫）的声音组成。此外港湾鼠海豚还使用声音来进行声纳定位，这样的声音有低频的（约1.5千赫）和高频的（约100千赫）成分。通过分析港湾鼠海豚的叫声人们可以分辨出典型的定位、威胁、寻找配偶、帮助和警告危险的呼声。港湾鼠海豚的呼声频率位于虎鲸的听觉频率以外。从进化生物学的观点来看这可能是通过猎手和牺牲品之间的互相竞争导致的。

## 生长繁殖
雌兽约于3–4岁时性成熟，雄兽约于2–3岁时性成熟。各地的发情期不同，在欧洲水域为七月中至八月末。在这段时间里雄兽的睾丸体积剧增。一般港湾鼠海豚的睾丸重2克，在发情期可以重400克以上。大多数地区的港湾鼠海豚的交配在深水中进行，少数在海岸附近的浅水进行。
大多数观察到的交配是在水族馆中进行的。交配过程包括一个前戏和此后的交配。首先雄兽不断地追逐激动的雌兽并试图触摸其背鳍。1915年海科写道：
“在发情期内它们极其激动，快速地游动，不停地追赶着雌兽。”
此后两兽互相“抚摸”和“交替游泳”，雄兽会不时地显示自己的腹部和咬雌兽的胸鳍。交配本身时它们直立在水面上，一般仅数秒钟的时间。此后前戏和交配可能再次发生。
港湾鼠海豚的孕期为10–11个月，因此幼兽一般在五月和六月出生。一般每胎仅一头幼兽，双胞胎极少见。学者至今为止还有争议港湾鼠海豚是每年可以生一头幼兽呢还是每两年出生一次。由于鲸没有盆骨因此出生不困难，而是在一般的游泳过程中进行。出生的蠕动约持续一至两小时。幼兽首先出生，它的头最后出现，头出生后脐带就与幼兽分离了。此后胎盘排出。幼兽出生后会自动游到水面呼吸。
幼兽出生时65–90厘米长，重5–7千克。哺乳期为8–9个月，不过在出生五个月后它们就已经开始吃鱼了。哺乳时母兽侧向游泳，这样幼兽在吸奶时可以呼吸。港湾鼠海豚的奶含很高的脂肪（约50%），与其它哺乳动物的奶相比其蛋白质和矿物质的含量也比较高。在开始吃鱼的同时幼兽也开始长牙。出生后七个月时其牙齿已经完备。出生后约一年后它们与母兽分开。一般来说带幼兽的母兽较其它港湾鼠海豚更加靠近海岸。
估计港湾鼠海豚的最长寿命约20岁，但大部分港湾鼠海豚仅活到8–10岁。

## 生存威胁

### 商业捕鲸
从中世纪开始就已经有人捕猎港湾鼠海豚了。在欧洲最早的可以证实的捕猎是1098年。诺曼底海滨的人组织捕猎港湾鼠海豚。
从1500年左右开始在菲英島的米澤爾法特有捕猎港湾鼠海豚的纪录。这里甚至有一个港湾鼠海豚猎手的行会，该行会有十条船，每条船上有三人。行会的规则非常严格，而且是由丹麦国王规定的。
在佛拉芒、英吉利海峡、德国、丹麦和波兰的海边也有捕猎港湾鼠海豚。这些捕猎往往也有非常明确的规则。比如在波兰海岸为每头捕到的港湾鼠海豚要上交两马克税。1379年在普鲁士港湾鼠海豚的市场价格是规定的。不过在所有国家捕猎港湾鼠海豚不是渔业的主要目标，只有极少的渔民专门以捕猎港湾鼠海豚为生。
一直到19世纪以内在欧洲每年约有1000–2000头港湾鼠海豚被捕猎，到1944年被捕猎的数目下降到约320头。今天在黑海依然有商业的捕猎，在欧洲国家则被禁止。但是每年依然会有4000多头港湾鼠海豚会成为副渔获物。由于它们无法从网中自己解放出来，因此会被窒息。

### 环境污染
今天对港湾鼠海豚最大的威胁来自于海洋的环境污染，尤其重金属如汞、铅或镉会在鲸的肌肉和肝脏里堆积起来。能够溶于油中的环境毒质如多氯联苯和滴滴涕会聚集在脂肪中。焦油和油层会导致皮肤坏死，与其它毒质一起它们进一步削弱港湾鼠海豚，其结果是生病和严重受寄生虫侵袭的动物数量增加。浓度在70以上的多氯联苯会导致海豹和鲸的不育。这个浓度已经在许多港湾鼠海豚体内被发现了。1976年发现的至今为止港湾鼠海豚体内最高的浓度达260。
海中噪声的不断加强对港湾鼠海豚也造成危害。由于港湾鼠海豚是生活在海岸附近的鲸，因此船引擎的声音对它们的定位有很大的干扰。

### 其他威胁
除人外港湾鼠海豚的天敌包括鲨和虎鲸动物。比如在格陵蘭鯊和大白鲨的胃中发现过港湾鼠海豚的残体。不过港湾鼠海豚最大的天敌还是虎鯨，此外其它齿鲸对比较小的港湾鼠海豚也非常危险。科学家多次观察到宽吻海豚和短吻真海豚用头撞港湾鼠海豚的体侧，由此对港湾鼠海豚带来重伤。港湾鼠海豚的寄生虫主要有海七鳃鳗、线虫、吸虫、絛蟲和棘头动物。Ansisakis 属的线虫是通过鱼进入港湾鼠海豚体内的，在港湾鼠海豚的胃中常常能找到大团的线虫。Stenurus minor 主要寄生于支气管、肺部和循环系统中。寄生在耳中的虫会使港湾鼠海豚变聋。尤其常见的寄生在消化系统和胆的吸虫是 Campula oblanga，它们会导致肝炎和原发性硬化性胆管炎。体外的寄生虫如鲸虱在港湾鼠海豚身上很少见。

## 人工饲养

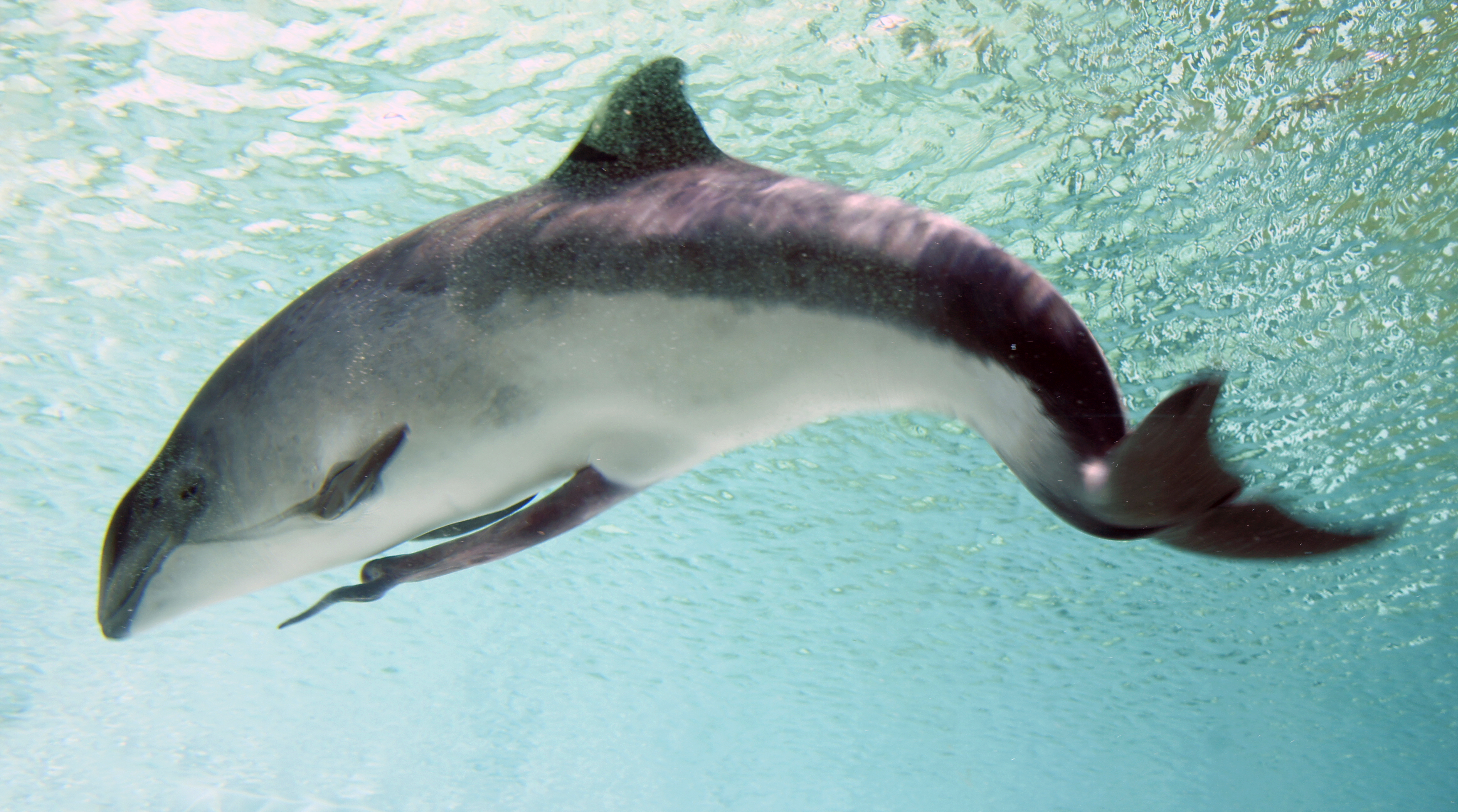
荷兰德科赫 Ecomare 水族館中一頭伸出暗紅色陰莖的雄豚

由于港湾鼠海豚比较小因此一些水族馆和动物园曾经试图来饲养港湾鼠海豚。但是由于港湾鼠海豚对环境的要求高，而且比较容易生病因此它们不适合于饲养。大多数饲养的港湾鼠海豚在数周内就死了。因此今天港湾鼠海豚几乎只有在科研机构里才有饲养，此外只有因为受伤或者偶尔被捕的动物被饲养。
1862年在伦敦和1864年在汉堡市是最早试图饲养港湾鼠海豚的。1914年布赖顿和1935年柏林也尝试过。在所有这些尝试中被饲养的动物均在数日内就死了。在伦敦港湾鼠海豚在运到时就已经很虚弱了。在1970年代里随鲸豚水族馆的兴起人们又开始对饲养港湾鼠海豚开始感兴趣。纽约市（1970年）、哥本哈根（1970年）、杜伊斯堡（1979年）和康斯坦察（从1971年开始长期）和其它一些地方均饲养过港湾鼠海豚，大多数仅数周。饲养的港湾鼠海豚的寿命最多只有两至三年，平均它们在水族馆中只活一个月。

## 外部連結
- 鯨與海豚保護協會（WDCS） （页面存档备份，存于）
- 黑海、地中海及大西洋边缘海鲸类保护协议 （页面存档备份，存于）
- 波罗的海、东北大西洋、爱尔兰海及北海小型鲸类保护协议 （页面存档备份，存于）
- 关于保护西非和马卡罗尼西亚的海牛及小型鲸类的谅解备忘录 （页面存档备份，存于）
- 大海之音——港湾鼠海豚的鸣声 （页面存档备份，存于）